# Jochstein

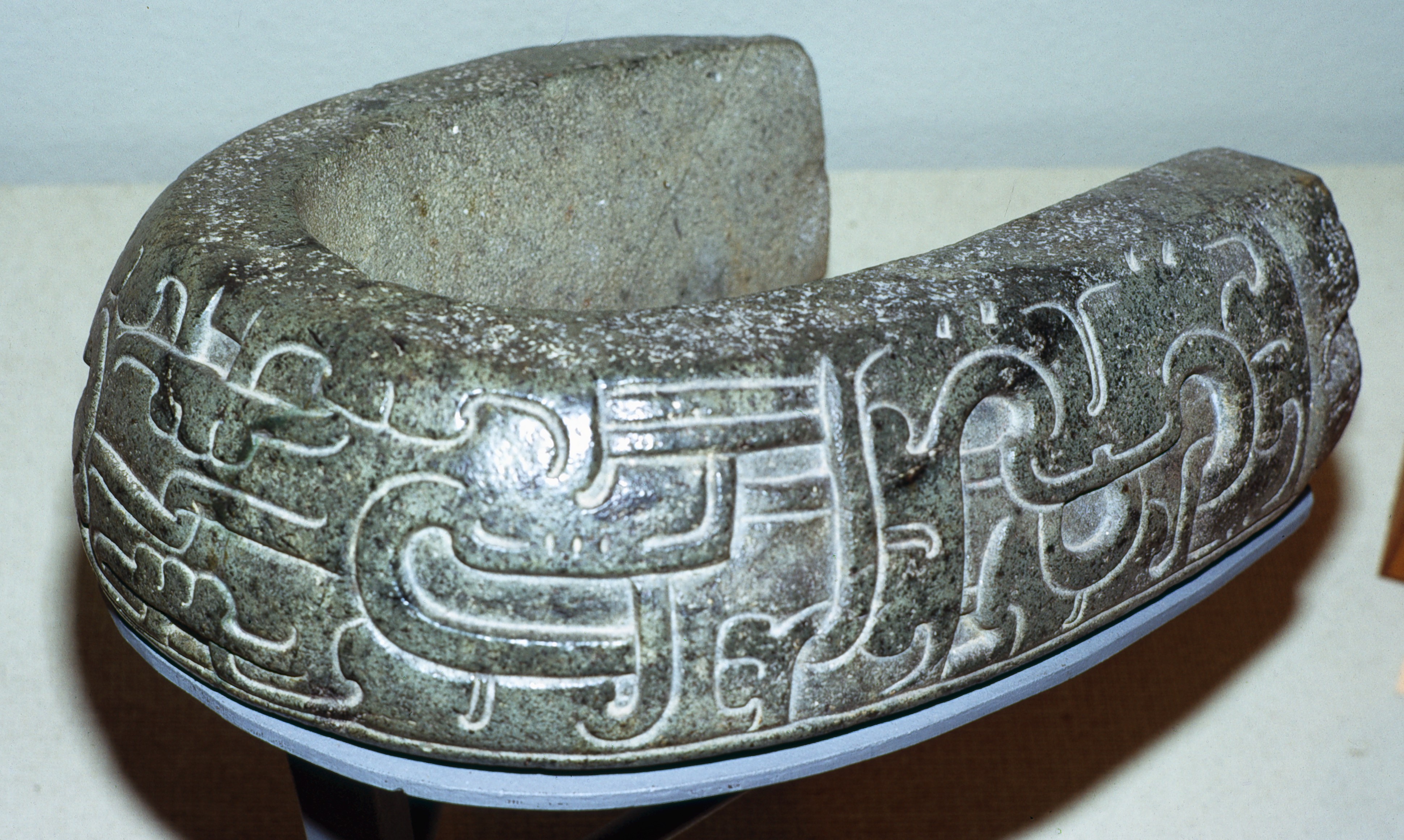
Jochstein (yugo) aus der Region Veracruz

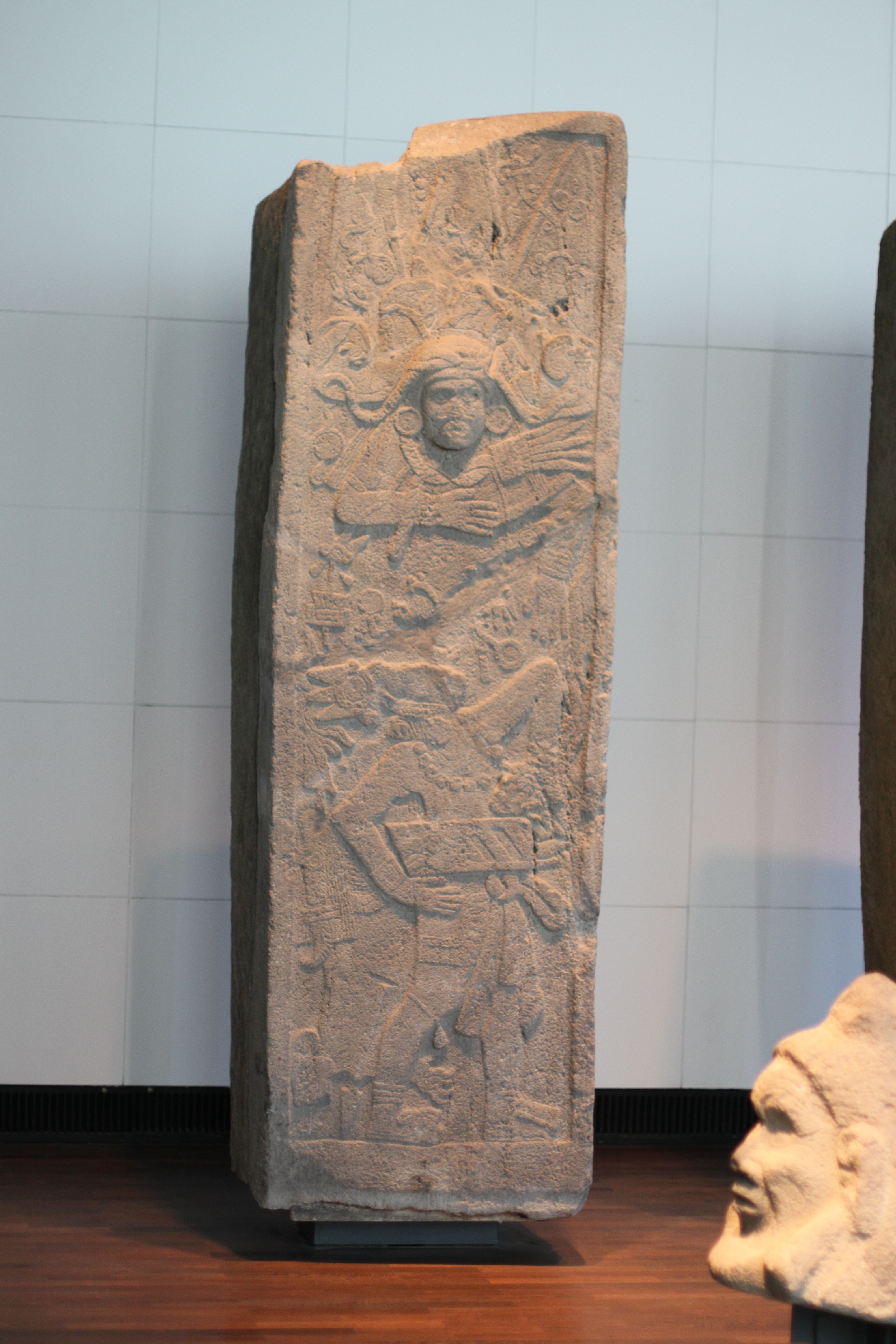
Stele – Ballspieler mit Hüftgurt oder Jochstein aus El Baúl (Guatemala)

Der U-förmige Jochstein, (auch „mesoamerikanisches Joch“ genannt; spanisch yugo) ist eine vermutlich für Rituale oder Zeremonien bestimmte steinerne Kopie des eigentlichen – wohl aus Fellen, Leder oder Stoff bestehenden – Hüftschutzes präkolumbianischer Ballspieler. Einige Forscher neigen jedoch durchaus zu der Ansicht, dass die ungefähr 15–20 kg schweren Steine – von Riemen und/oder Tüchern umwickelt – auch während des Spiels getragen wurden.

## Vorkommen
Jochsteine wurden in zahlreichen Kulturzentren Mesoamerikas gefunden; heute befinden sich die meisten in den Museen der USA, Mexikos, Guatemalas sowie in Copán (Honduras).

## Datierung
Die erhaltenen Jochsteine sind wegen fehlender Kalenderglyphen nicht exakt zu datieren; die meisten stammen wohl aus der spätklassischen Periode der mesoamerikanischen Kulturen (ca. 700–900 n. Chr.). 

## Herstellung
In der bronze- und eisenlosen Welt Mittelamerikas wurden die reich mit zoomorphen oder geometrischen Mustern verzierten und aus Basalt- oder hartem Sandstein bestehenden Jochsteine nach der Anfertigung des zumeist leicht abgeschrägten Rohlings wahrscheinlich mit kunstvoll gestalteten Vorzeichnungen versehen und anschließend mit Steinbeilen und Fauststeinen behauen; zum Schluss wurden sie glatt geschliffen und poliert.

## Beispiele

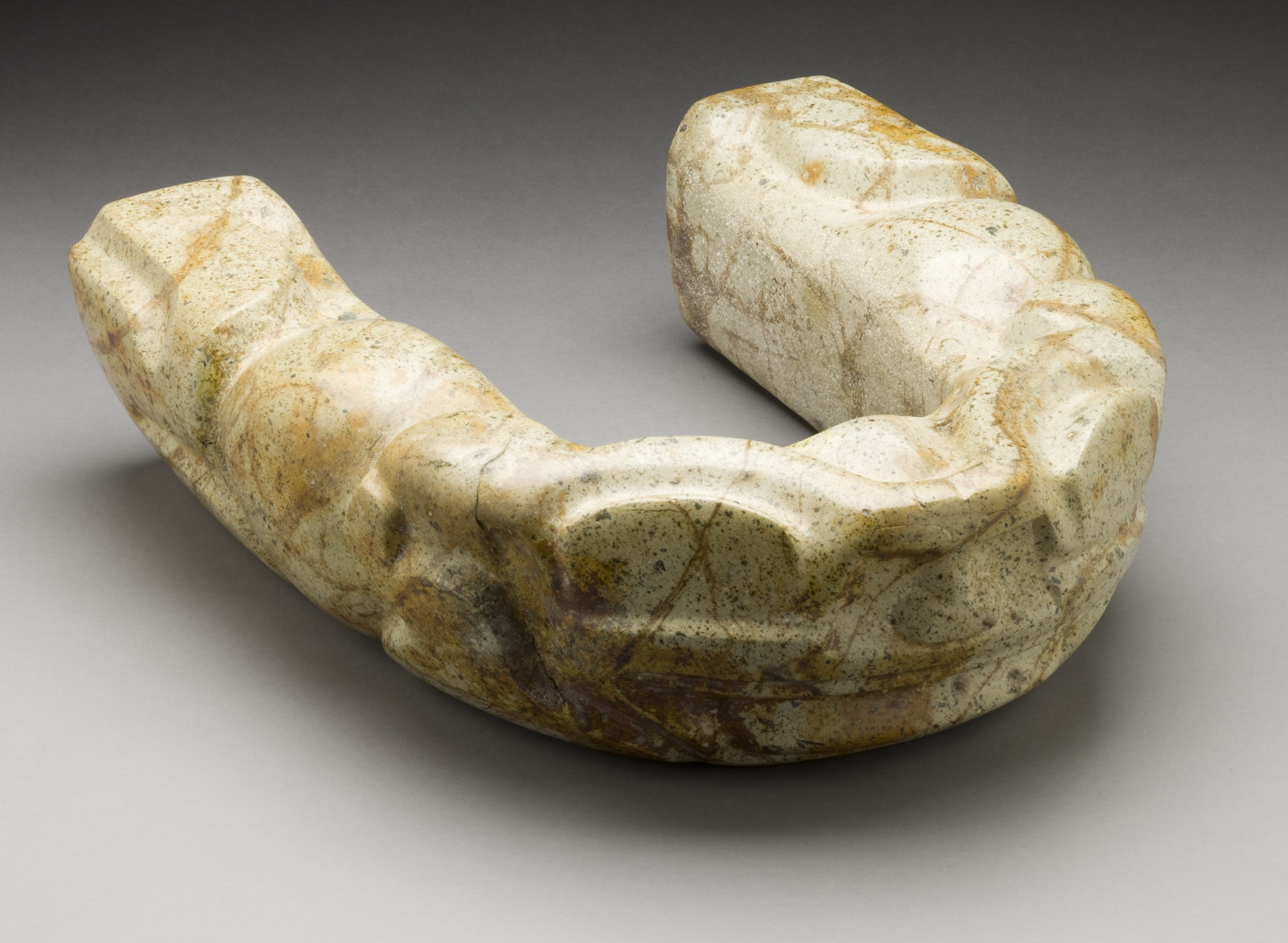
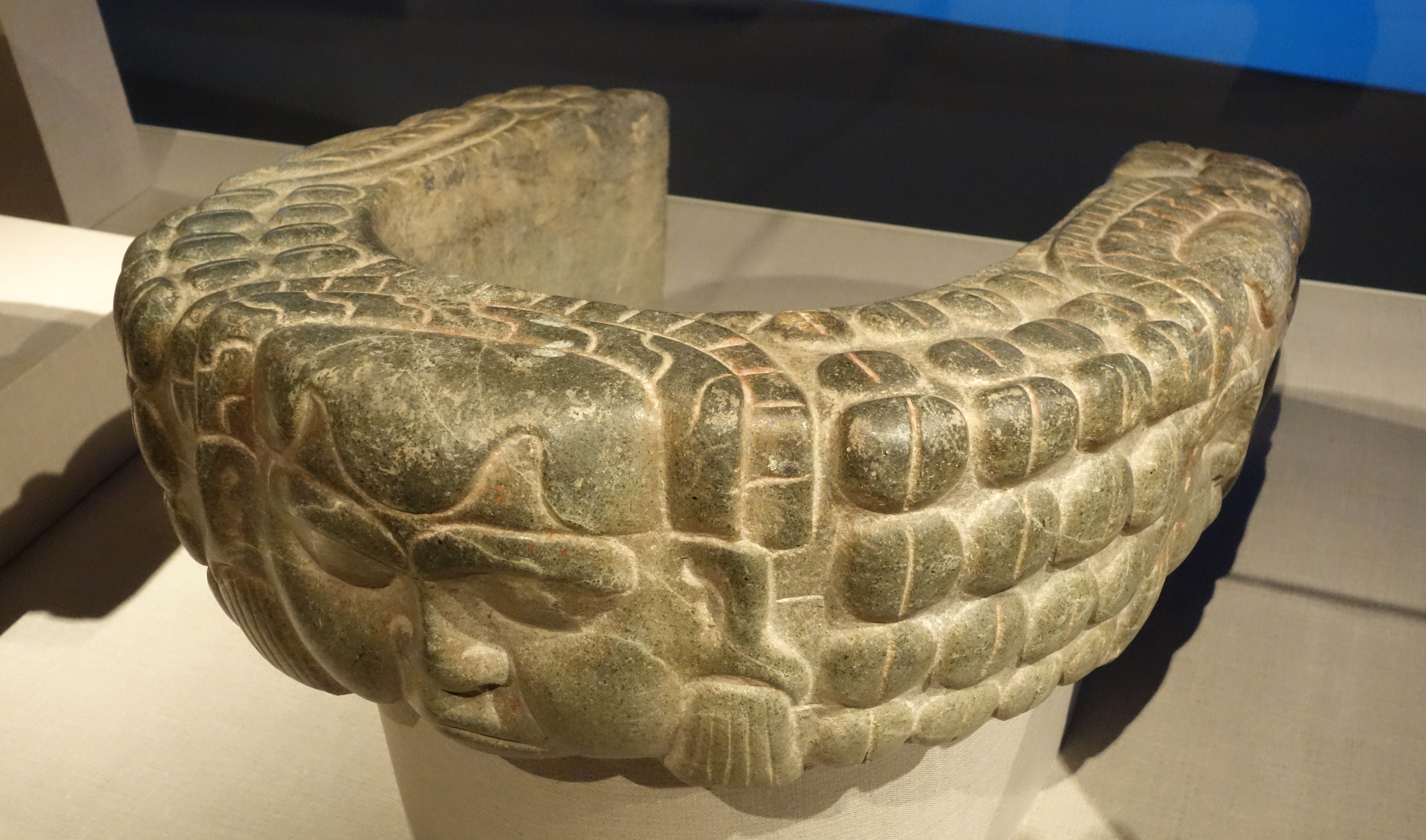
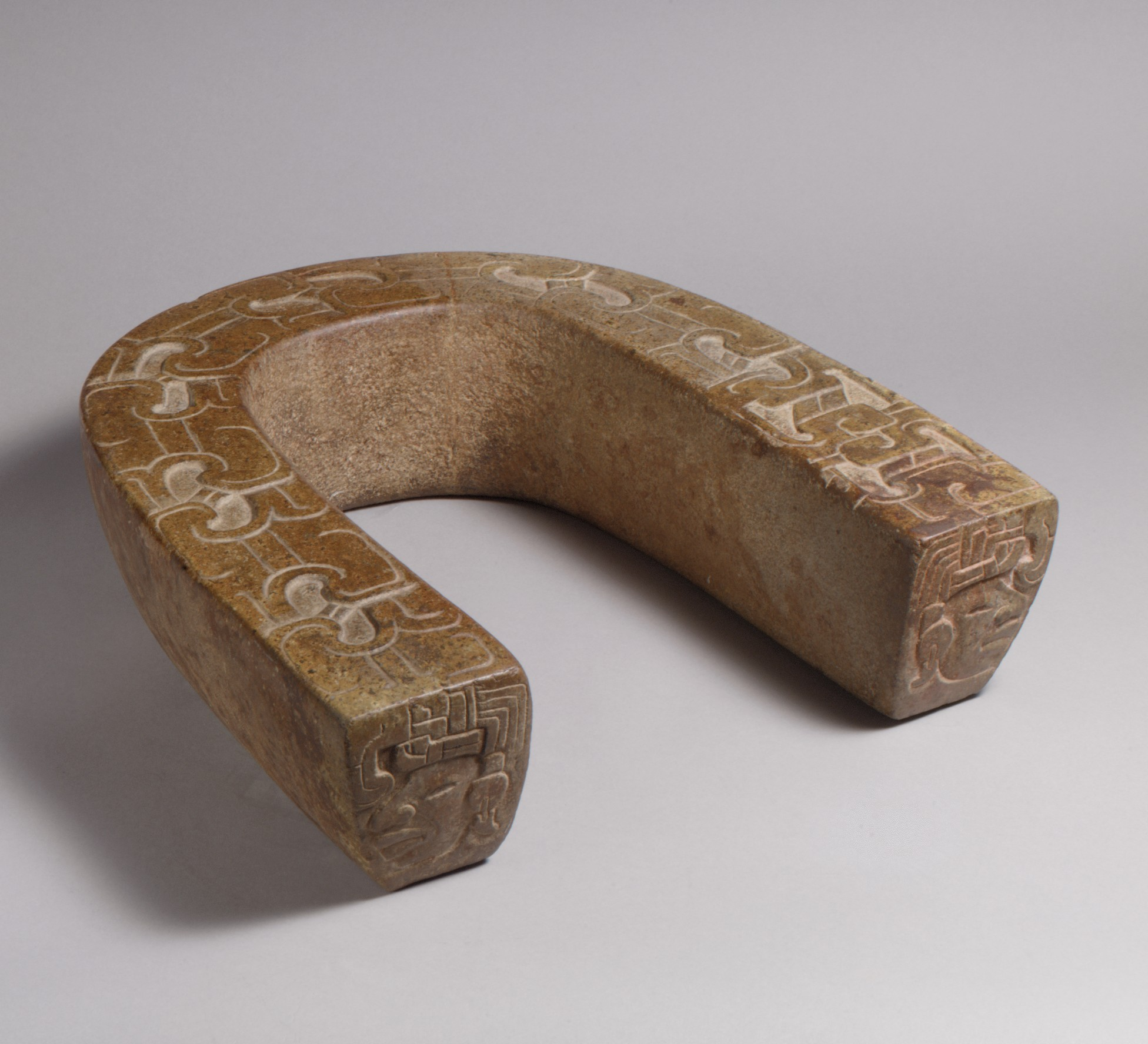
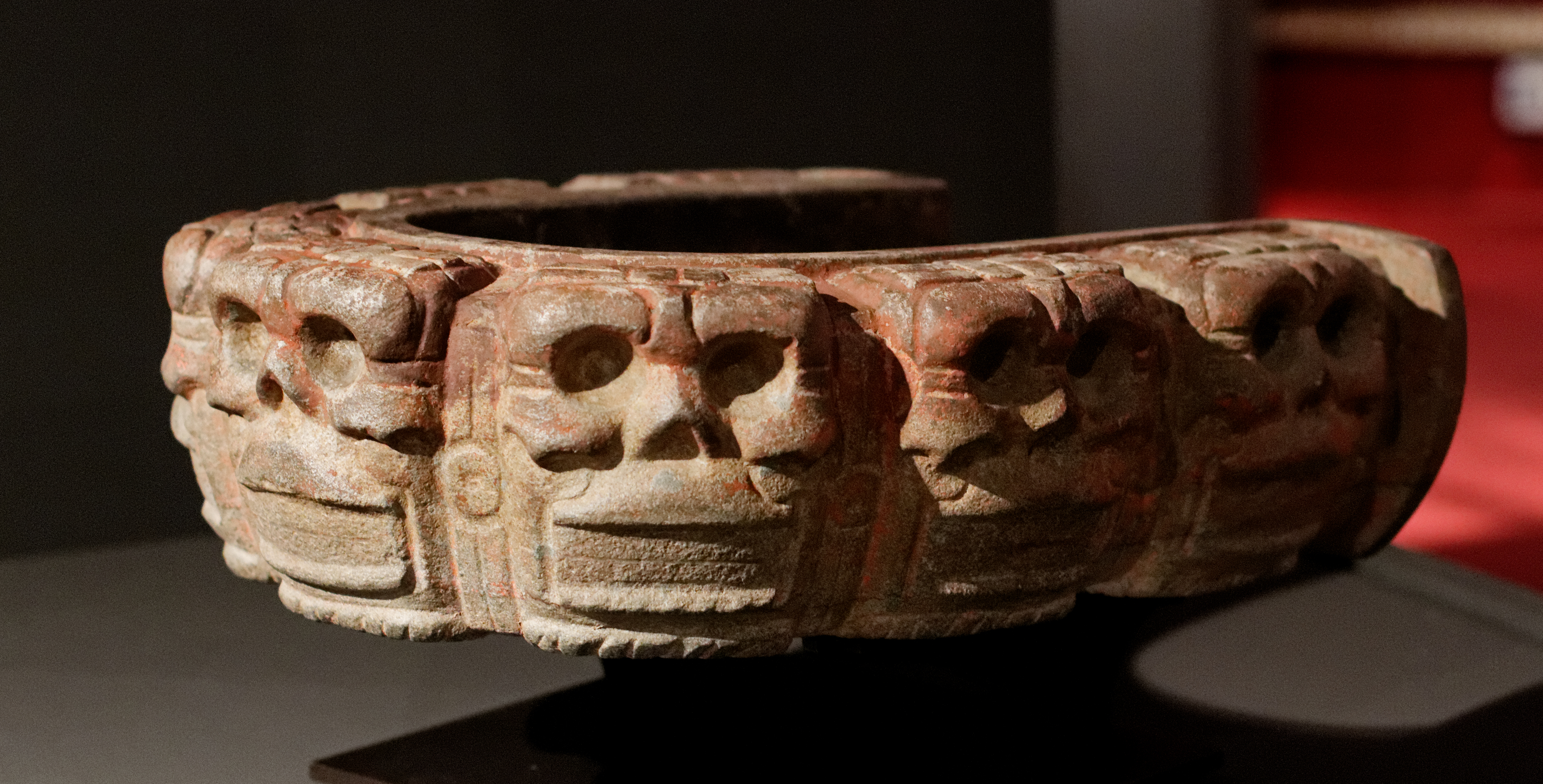
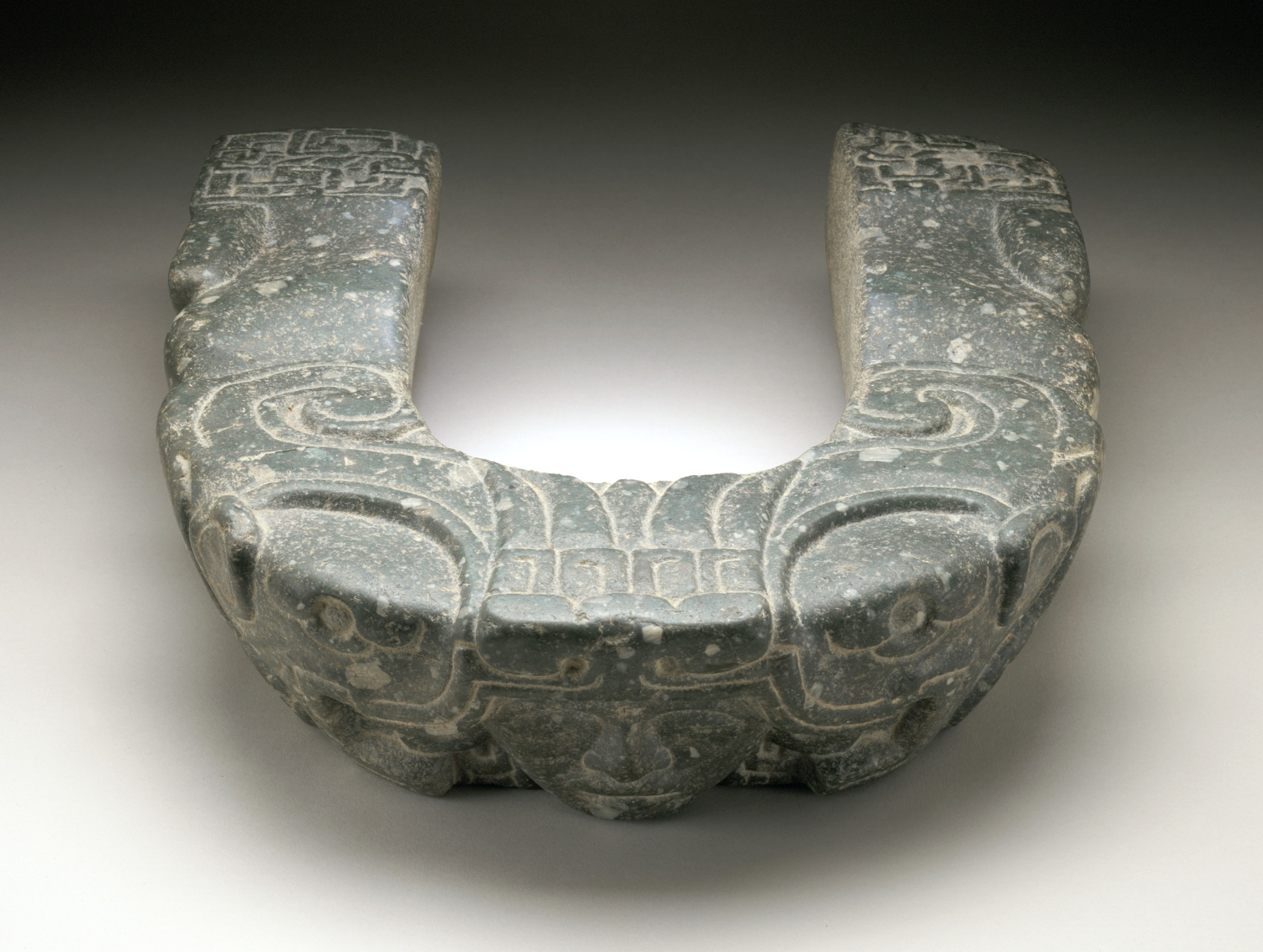
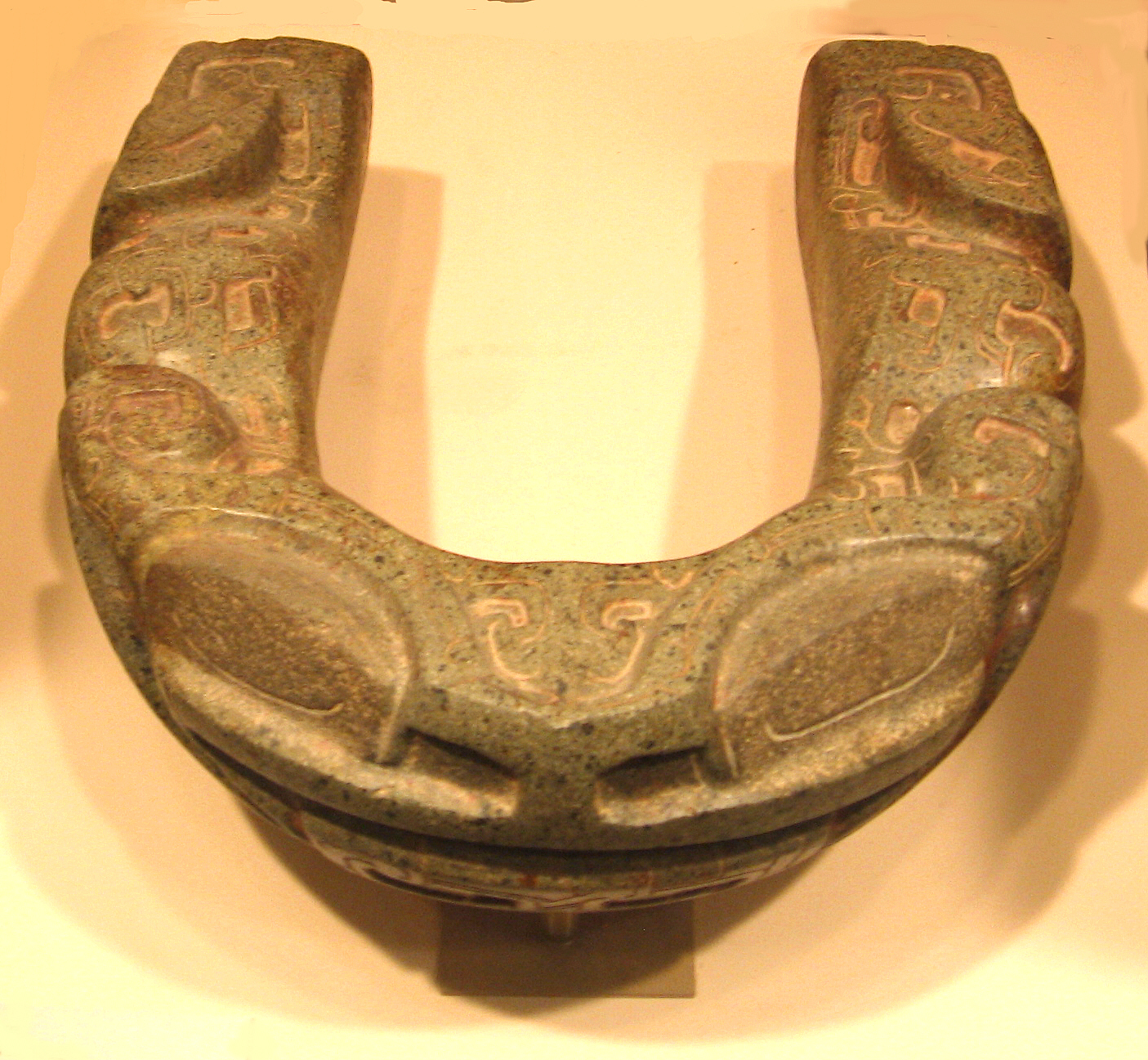